# Giovanni Gaetano Rossi
Giovanni Gaetano Rossi (Borgo San Donnino, Parma, 5 de agosto de 1828 - Génova, 31 de marzo de 1886) fue un compositor, violinista, organista y director de orquesta italiano.
Estudió en el Conservatorio de Milán y de 1852 a 1873 fue violín solista del teatro y organista de la capilla de la corte de Parma, de 1864 a 1873, y, por último, director de orquesta del teatro "Carlo Felice", de Génova.

## Obra
- Ópera Elena di Taranio: (Parma, 1852)
- Ópera Giovanni di Giscala: (Parma, 1855)
- Ópera Nicolo di Lapi: (Ancona, 1865)
- Ópera La contessa d’Altenberg: (Génova, 1875)
- Una sinfonía: Raúl
- Tres Misas
- Un Rèquiem
- Un Oratorio.